# Oreodera macropoda
Oreodera macropoda là một loài bọ cánh cứng trong họ Cerambycidae.